# Tennistoernooi van Peking 2010
|                                                |  |                                         |
| De winnares bij de vrouwen, Caroline Wozniacki |  | De winnaar bij de mannen, Novak Đoković |

Het tennistoernooi van Peking van 2010 werd van 2 tot en met 11 oktober 2010 gespeeld op de hardcourtbanen van het China National Tennis Center, in het olympisch park van de Chinese hoofdstad Peking. De officiële naam van het toernooi was China Open. De enkelspelfinales werden op maandag 11 oktober gespeeld, doordat regenval verhinderde dat deze finales op de voorziene datum van 10 oktober konden plaatsvinden.
Het toernooi bestond uit twee delen:
- WTA-toernooi van Peking 2010, het toernooi voor de vrouwen
- ATP-toernooi van Peking 2010, het toernooi voor de mannen

ATP-toernooi van Peking‎ – WTA-toernooi van Peking/Shanghai

2000 · 2001–2003 · 2004 · 2005 · 2006 · 2007 · 2008 · 2009 · 2010 · 2011 · 2012 · 2013 · 2014 · 2015 · 2016 · 2017 · 2018 · 2019 · 2020–2022 · 2023 · 2024